# Lena Düpont

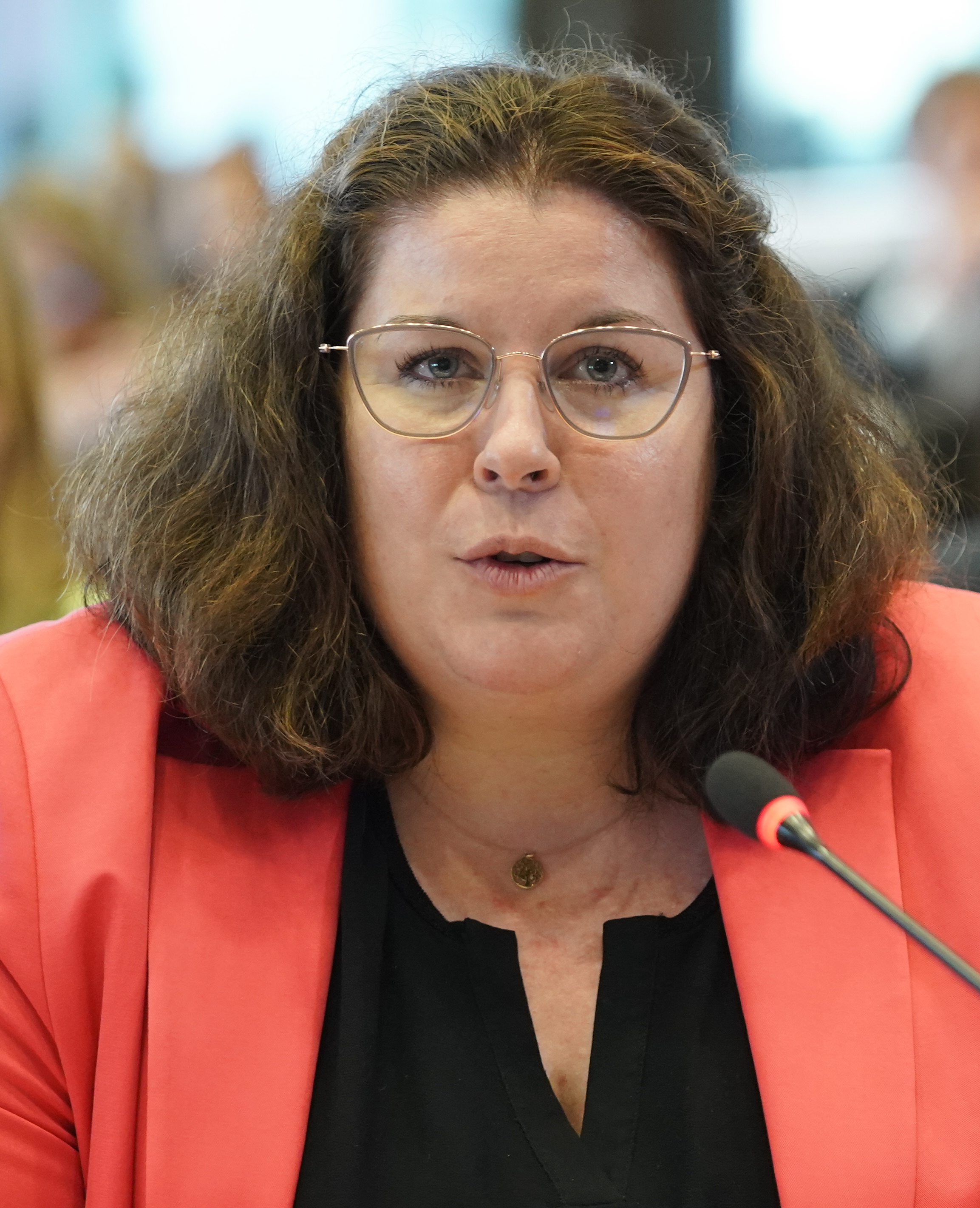
Lena Düpont (2024)

Lena Düpont (* 30. April 1986 in Dortmund) ist eine deutsche Politikerin der CDU und seit 2019 Mitglied des Europäischen Parlaments.

## Leben
Düpont studierte Politikwissenschaften und Publizistik an der Universität Erlangen. Als wissenschaftliche Mitarbeiterin war sie unter anderem für die Europaparlamentsabgeordnete Renate Sommer in Brüssel und danach für die Bundestagsabgeordneten Ewa Klamt, Eckhard Pols und Ingrid Pahlmann in Berlin und Gifhorn tätig. Vor ihrer Wahl in das Europäische Parlament arbeitete Düpont als Redakteurin für ein Stadtmagazin in Gifhorn.

## Politik
Im Mai 2019 wurde Düpont als Abgeordnete ins Europaparlament gewählt. Dort gehört sie der Fraktion der EVP an.
Düpont war in der 9. Legislaturperiode (2019–2024) Mitglied im Ausschuss für bürgerliche Freiheiten, Justiz und Inneres. Darüber hinaus war sie als stellvertretendes Mitglied im Ausschuss für regionale Entwicklung, im Ausschuss für Landwirtschaft und ländliche Entwicklung und im Ausschuss für die Rechte der Frau und die Gleichstellung der Geschlechter. Zusätzlich war Düpont Mitglied der Delegationen für den Parlamentarischen Stabilitäts- und Assoziationsausschuss EU-Montenegro und stellvertretendes Mitglied der Delegation für die Beziehungen zu Japan.
Bei der Europawahl 2024 wurde sie wiedergewählt. Nach ihrer Wahl ins Europäische Parlament ist sie in der 10. Legislaturperiode (2024–2029) Mitglied im Ausschuss für bürgerliche Freiheiten, Justiz und Inneres sowie erneut stellvertretendes Mitglied im Ausschuss für Landwirtschaft und ländliche Entwicklung. Sie ist zudem Mitglied der Delegation im Delegation im Parlamentarischen Assoziationsausschuss EU-Ukraine.
Seit Februar 2021 ist Düpont stellvertretende Vorsitzende der CDU in Niedersachsen und seit 2022 Vorsitzende vom Kreisverband Gifhorn.

## Mitgliedschaften
Lena Düpont ist Mitglied der überparteilichen Europa-Union Deutschland, die sich für ein föderales Europa und den europäischen Einigungsprozess einsetzt.